# Nekrolog 1236
Nekrolog
◄◄
| ◄
| 1232
| 1233
| 1234
| 1235
| 1236 | 1237 | 1238 | 1239 | 1240 | ► | ►►
Weitere Ereignisse | Allgemeiner Nekrolog 1236
Die Beschreibung der verstorbenen Person sollte so kurz wie möglich gehalten sein und nur deren signifikante Tätigkeit(en) enthalten.
Neue Namen ggf. auch unter dem Geburts- und Sterbedatum, also etwa unter 1. Januar und im Geburts- und Sterbejahr (2024) eintragen (nur bei entsprechender großer Wichtigkeit). Für Beispiele siehe die schon vorhandenen Artikel.
Außerdem über die fünf zuletzt Verstorbenen, zu denen es einen ausreichend guten Artikel für eine Präsentation auf der Hauptseite gibt, nach der todesbedingten Überarbeitung der Artikel ggf. auch unter Wikipedia Diskussion:Hauptseite informieren und sie am besten auch in den anderen Wikipedia-Sprachversionen eintragen. Tipp: Regelmäßig bei news.google.de nach „ist tot“, „gestorben“ oder „verstorben“ suchen.
Wenn eine Person gestorben ist, gibt es viele Seiten zu dieser Person in der Wikipedia, die davon auch betroffen sind und entsprechend aktualisiert werden müssen. Beispiele: Namenübersichtsseite, Geburtsjahr, Geburtsort-Seiten und viele mehr.
Wie finde ich die betroffenen Seiten?
Im Suchfeld auf der linken Seite gibt man den Suchbegriff so ein: „Vorname Nachname“. Dann klickt man auf Volltext und alle Seiten mit entsprechendem Suchtext werden aufgerufen. Hier sieht man dann schnell, wo auch das Todesjahr Sinn macht oder sogar ein Teil des Artikels angepasst werden muss. Auch hilft das „Werkzeug“ auf der linken Seite sehr gut, um solche Seiten aufzufinden: „Links auf diese Seite“. Somit ist die Wikipedia wieder aktuell in allen Bereichen! Hinweis: bei Eintragung der Kategorie „Gestorben JAHR“ wird der Missbrauchsfilter 49 ausgelöst, was jedoch nicht schlimm ist. Siehe: Spezial:Missbrauchsfilter/49
Dies ist eine Liste von im Jahr 1236 verstorbenen bekannten Persönlichkeiten. Die Einträge erfolgen innerhalb der einzelnen Daten alphabetisch sortiert. Tiere sind im Nekrolog für Tiere zu finden.

## Januar
| Tag        | Name              | Beruf, bekannt als                       | Alter | Beleg |
| ---------- | ----------------- | ---------------------------------------- | ----- | ----- |
| 14. Januar | Sava von Serbien  | erster orthodoxer Erzbischof von Serbien |       |       |
| 18. Januar | Owain ap Gruffydd | Lord von Deheubarth in Südwales          |       |       |

## Februar
| Tag         | Name            | Beruf, bekannt als                         | Alter | Beleg |
| ----------- | --------------- | ------------------------------------------ | ----- | ----- |
| 16. Februar | Philippa Mareri | Nonne und Klostergründerin                 |       |       |
| 20. Februar | Heinrich II.    | Graf von Schwarzburg-Blankenburg (ab 1197) |       |       |

## Mai
| Tag    | Name               | Beruf, bekannt als            | Alter | Beleg |
| ------ | ------------------ | ----------------------------- | ----- | ----- |
| 6. Mai | Roger von Wendover | englischer Mönch und Chronist |       |       |

## Juni
| Tag      | Name                    | Beruf, bekannt als                          | Alter | Beleg |
| -------- | ----------------------- | ------------------------------------------- | ----- | ----- |
| 10. Juni | Diana Andalò            | Dominikanerin, Gründerin des Agnes-Klosters |       |       |
| 16. Juni | Erhard II. von Chacenay | Herr von Chacenay                           |       |       |

## Juli
| Tag      | Name                  | Beruf, bekannt als                             | Alter | Beleg |
| -------- | --------------------- | ---------------------------------------------- | ----- | ----- |
| 29. Juli | Ingeborg von Dänemark | dänische Prinzessin und Königin von Frankreich |       |       |

## August
| Tag        | Name                   | Beruf, bekannt als                                                                | Alter | Beleg |
| ---------- | ---------------------- | --------------------------------------------------------------------------------- | ----- | ----- |
| 16. August | Thomas de Blundeville  | Bischof von Norwich                                                               |       |       |
| 17. August | William de Blois       | englischer Geistlicher, Bischof von Worcester                                     |       |       |
| 17. August | Johann II. von Dražice | Bischof von Prag                                                                  |       |       |
| 18. August | Theodorus von Celles   | Gründer und erster Ordensgeneral des Ordens vom Heiligen Kreuz (Kreuzherren, OSC) |       |       |

## September
| Tag           | Name                                  | Beruf, bekannt als                    | Alter | Beleg |
| ------------- | ------------------------------------- | ------------------------------------- | ----- | ----- |
| 22. September | Volkwin von Naumburg zu Winterstätten | Herrenmeister des Schwertbrüderordens |       |       |

## November
| Tag      | Name             | Beruf, bekannt als        | Alter | Beleg |
| -------- | ---------------- | ------------------------- | ----- | ----- |
| November | Al-Aziz Muhammad | Ayyubide, Emir von Aleppo |       |       |

## Dezember
| Tag          | Name                | Beruf, bekannt als                        | Alter | Beleg |
| ------------ | ------------------- | ----------------------------------------- | ----- | ----- |
| 23. Dezember | Philipp der Kanzler | christlicher Philosoph und Theologe       |       |       |
| 24. Dezember | Konrad IV. von Tann | deutscher Geistlicher, Bischof von Speyer |       |       |

## Datum unbekannt
| Tag          | Name                     | Beruf, bekannt als                                                                | Alter | Beleg |
| ------------ | ------------------------ | --------------------------------------------------------------------------------- | ----- | ----- |
|              | William d’Aubigné        | englischer Adliger und Rebell                                                     |       |       |
| Februar/März | Johann I. von Beirut     | Herr von Beirut und Arsuf, Konstabler und Regent von Jerusalem, Regent von Zypern |       |       |
|              | Dirk van Teylingen       | niederländischer Ritter, Dapifer von Holland                                      |       |       |
|              | Guérin Lebrun            | Großmeister des Malteserordens                                                    |       |       |
|              | Iltutmish                | Sultan von Delhi                                                                  |       |       |
|              | Madog ap Gruffydd Maelor | Fürst von Powys (Wales)                                                           |       |       |
|              | Raoul I.                 | Graf von Soissons                                                                 |       |       |
|              | Suleiman Schah           | Großvater von Osman I., dem Gründer des Osmanischen Reiches                       |       |       |